# Warszawa (autó)
A Warszawa (kiejtve: varsava) egy lengyel autómárka volt, melynek modelljeit a Fabryka Samochodów Osobowych gyártotta Varsóban, 1951 és 1973 között.
A Warszawák voltak az első új autók Lengyelországban a második világháború után. Kedveltek voltak taxiként is megbízhatóságuk és strapabíróságuk miatt, de a nagy súlyukhoz képest alacsony teljesítményük miatt magas volt a fogyasztásuk. Összesen 254 471 darab Warszawa készült.

## Az eredeti M20-as modell
A Varsó városáról elnevezett Warszawa a szovjet GAZ–M–20 Pobeda tervei alapján készült, melyeket egy együttműködési megállapodás keretében adott át a Gorkij Autógyár az FSO-nak. 1957-ig a Warszawa M20 teljesen megegyezett a Pobedával, ezután viszont megváltozott a kocsi eleje és a hajtáslánc is kisebb-nagyobb modernizációkon esett át, a sűrítési arány például 6,2:1-ről 6,8:1-re nőtt. A felújított változat neve egy rövid ideig Warszawa M20 57 volt, majd átnevezték Warszawa 200-ra.

## A modernebb változat
1962-től az autót soros négyhengeres, alulvezérelt, felülszelepelt (OHV) motorral szerelték, ami sokkal modernebb megoldás volt, mint az eredeti oldaltszelepelt változat. Időközben a karosszéria is átesett néhány felújításon, hogy jobban megfeleljen az európai elvárásoknak, de a nyugati gyártók formavilágától így is elmaradt.
1967-ben bejelentették, hogy a külföldi piacokra szánt Warszawákba 1,76 literes, a Perkins által gyártott dízelmotor kerül majd. Az első ilyen példány a Poznańi Nemzetközi Vásáron került bemutatásra 1967 júniusában.

## Egyéb modellek

### Teherautók
A Warszawának volt egy pick-up változata, de ezen kívül a Żuk (1958–1997) és a Nysa (1958–1994) is nagyban a Warszawa műszaki megoldásaira épült.

### Prototípus
Az 1960-as években készült egy Warszawa 210 nevű prototípus, melybe hathengeres motor került és karosszériája is megfelelt a kor elvárásainak, de ez végül nem került sorozatgyártásra.

## Galéria

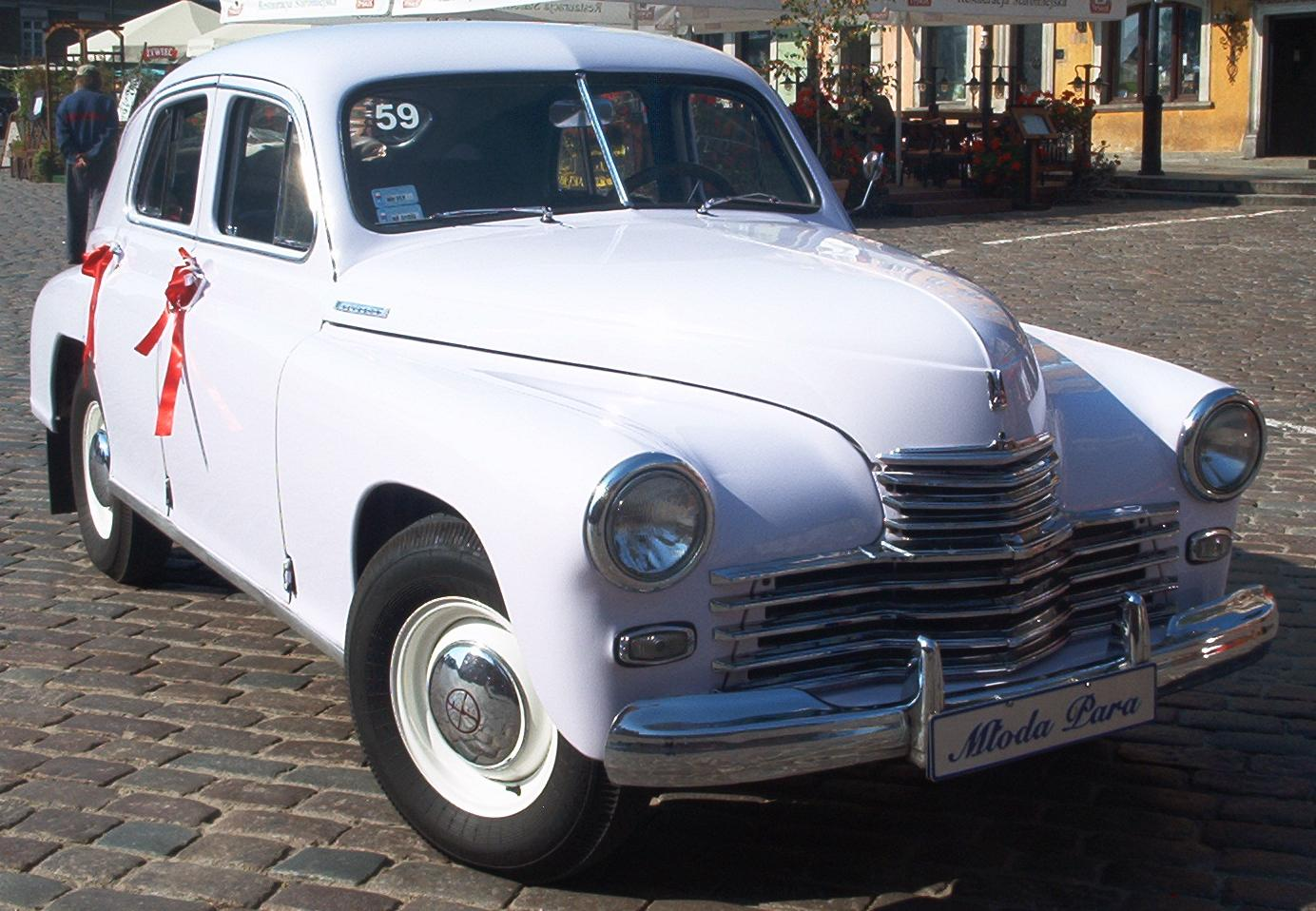
1951-es Warszawa M20 elölről...
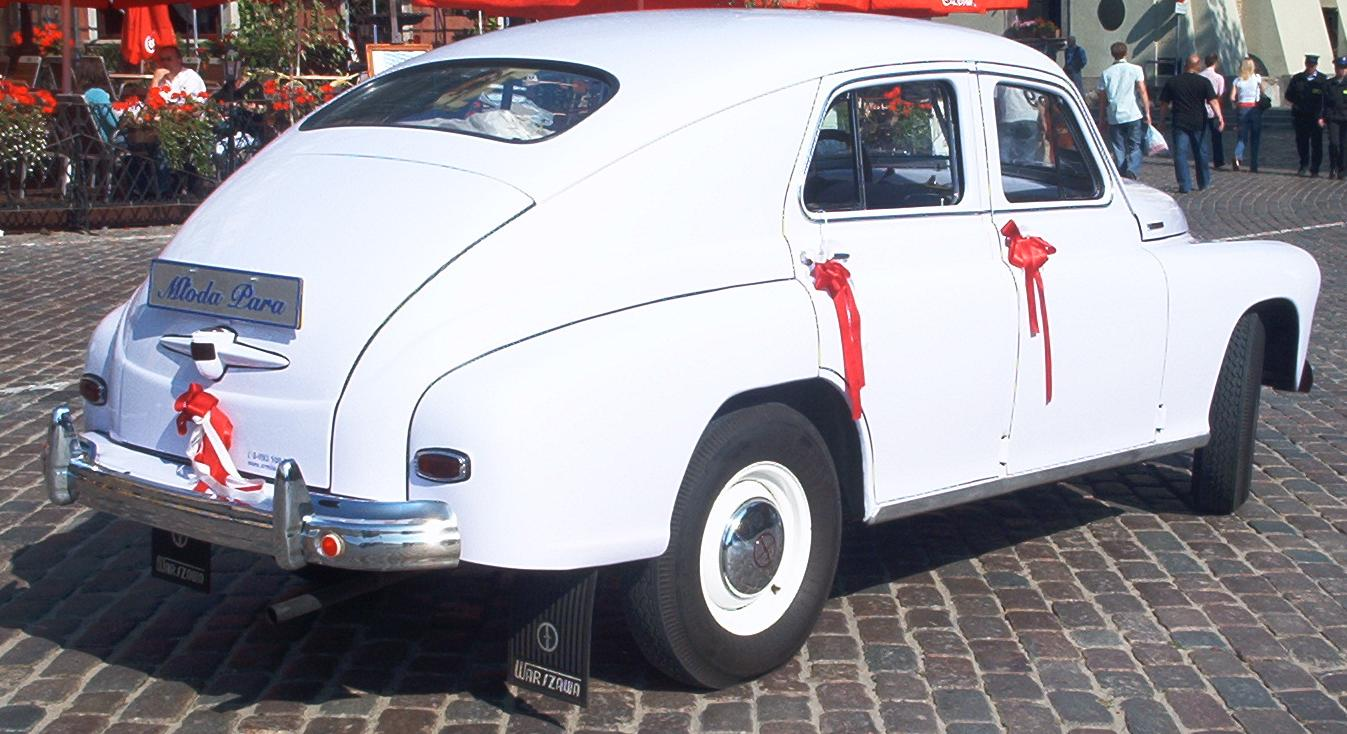
...és hátulról
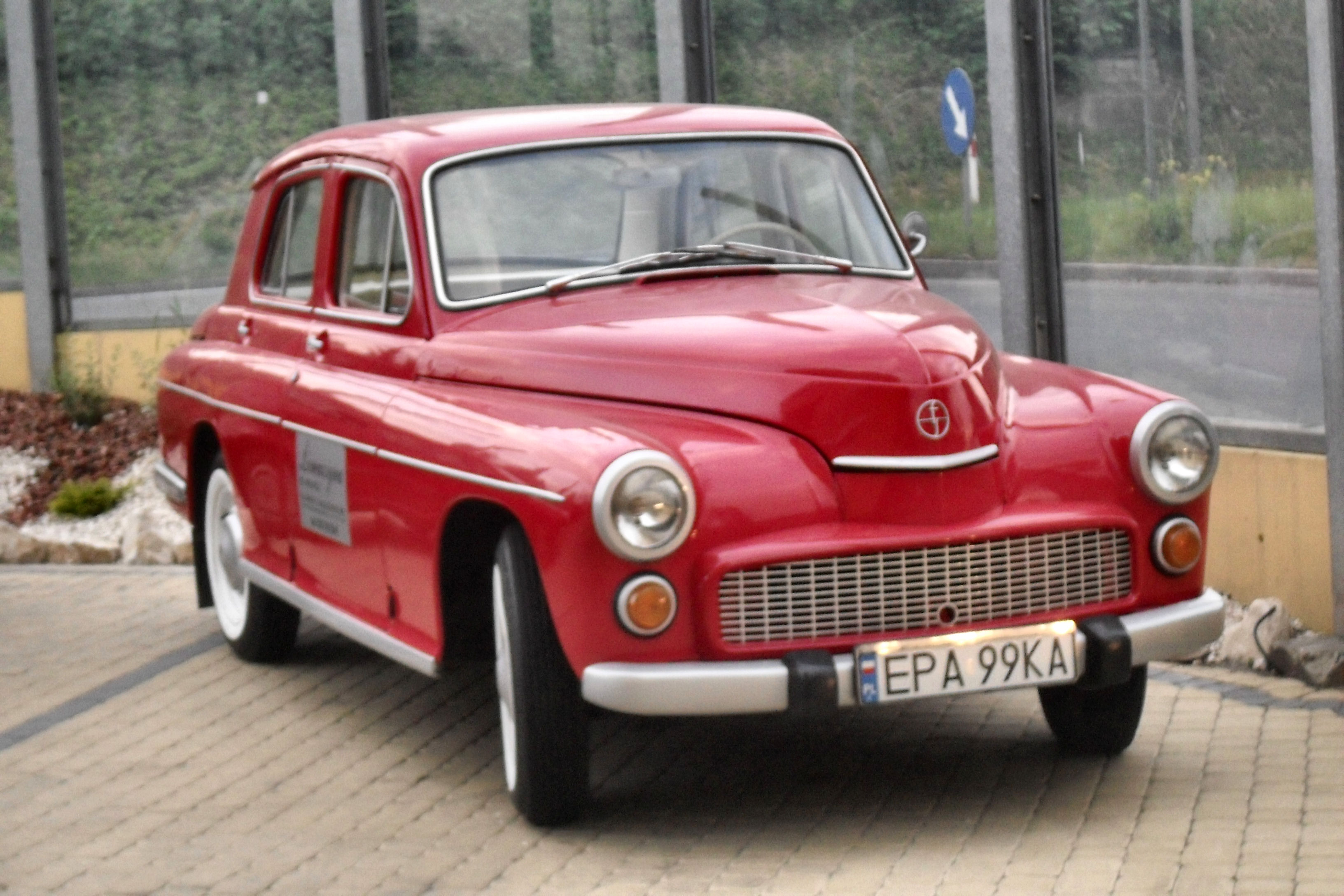
A modernebb Warszawa 223 elölről...
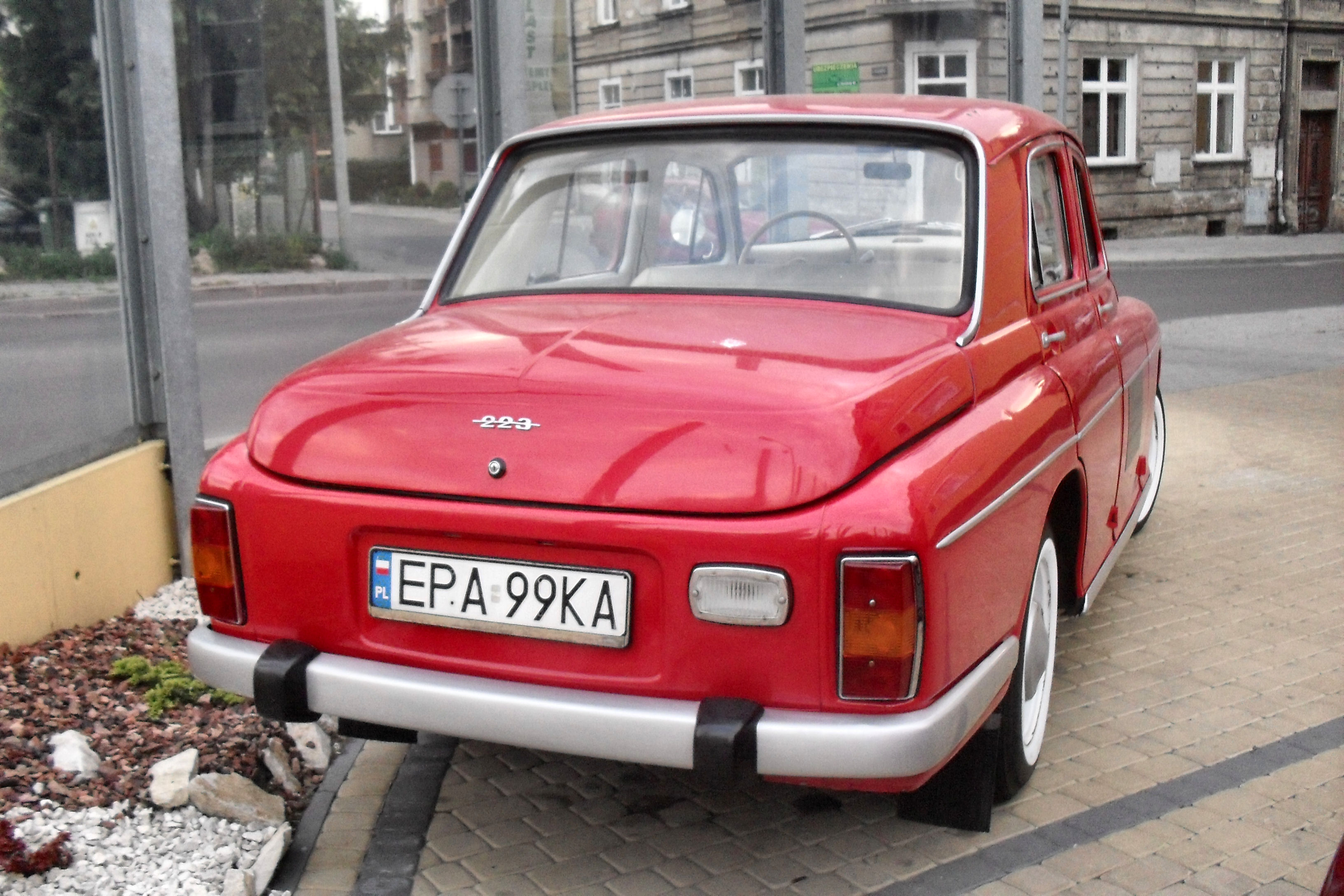
...és hátulról
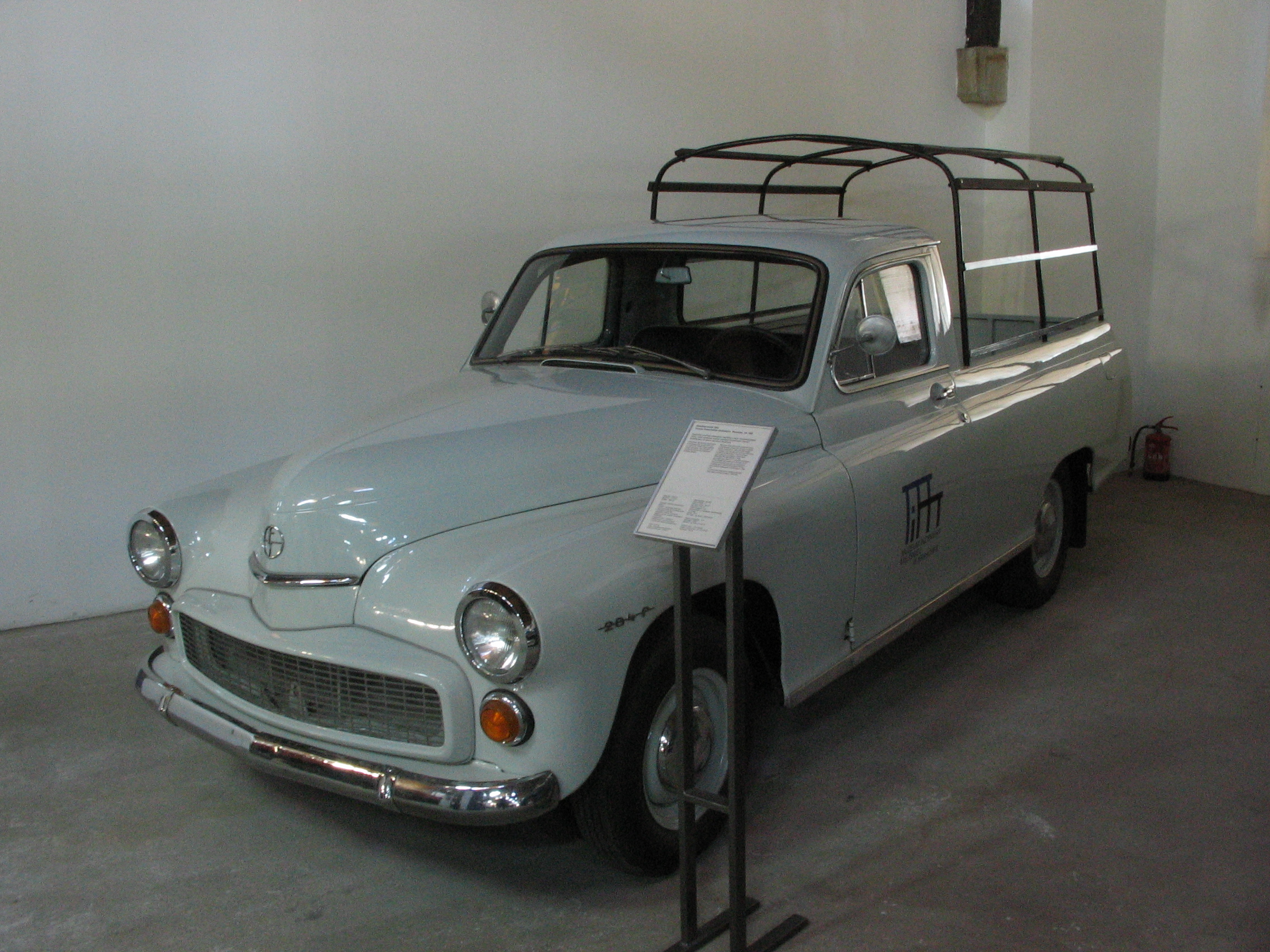
A Warszawa pick-up változata
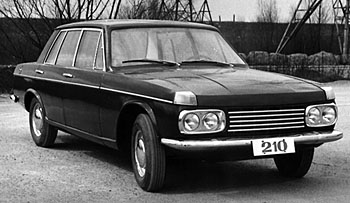
A Warszawa 210 prototípusa